# Exit

exit — команда многих командных оболочек операционных систем и языков программирования, вызывающая завершение работы программы или командного интерпретатора с состоянием выхода (англ. exit status), равным указанному параметру n. Если параметр n опущен, состояние выхода оболочки или программы будет равно состоянию выхода последней выполненной команды. Конец файла (ввод символа конца файла) также приведёт к завершению работы оболочки или программы. Например, пользовательские сценарии часто завершают командой exit 0, чтобы проинформировать родительский процесс об успешном завершении.
Команда exit присутствует в скриптовых языках sh, ksh, Perl, AWK, PHP, TCL и других.